# Venterdorp
Venterdorp é uma cidade localizada na província de Noroeste, na África do Sul.